# Казанова Лероне
Казано̀ва Леро̀не (на италиански: Casanova Lerrone; на лигурски: Casanêuva, Казанеува) е село и община в Северна Италия, провинция Савона, регион Лигурия. Разположено е на 350 m надморска височина. Населението на общината е 739 души (към 2011 г.).